# Seydou Fini
Pour les articles homonymes, voir Fini.
Seydou Fini, né le 2 juin 2006 à Nuoro en Italie, est un footballeur italien qui évolue au poste d'ailier droit au Genoa CFC.

## Biographie

### En club
Né en Italie de parents ivoiriens, Fini intègre le centre de formation du Genoa en 2013 et gravit progressivement les échelons du club. En juillet 2022, il signe son premier contrat professionnel avec le club de Ligurie et commence à s’entraîner avec l’équipe première, peu après s’être imposé en tant que titulaire avec les moins de 19 ans. Lors de la saison 2022-2023, il contribue d'ailleurs à la promotion de l'équipe des moins de 19 ans en Campionato Primavera 1.
Au début de la saison 2023-2024, Fini est intégré à l’équipe première du Genoa par l’entraîneur Alberto Gilardino. Le 22 octobre 2023, il dispute son premier match professionnel avec le club, remplaçant Stefano Sabelli à la 87e minute d’une défaite 2-0 en championnat face à l’Atalanta Bergame. Il devient ainsi le deuxième joueur né en 2006 à jouer en Serie A, après Simone Pafundi.
Le 1er février 2024, il est prêté au Standard de Liège, en Pro League belge, jusqu’à la fin de la saison 2023-2024.
Le 22 août de la même année, Fini rejoint l’Excelsior Rotterdam, évoluant en deuxième division néerlandaise, pour un prêt d’une saison.

### En sélections nationales
Fini représente l’Italie avec plusieurs catégories jeunes, et participe notamment au Championnat d'Europe des moins de 17 ans 2023.
Le 4 juin 2024, il est appelé avec l'équipe d'Italie espoirs pour participer à la 50e édition du Tournoi Maurice Revello, au cours duquel il marque un but et délivre deux passes décisives lors d'une victoire 4-3 contre le Japon. L'Italie finira à la troisième place du tournoi, victorieuse en petite finale contre la France.